# أليوت أيسنر
أليوت أيسنر (بالإنجليزية: Elliot W. Eisner)‏ هو مدرس أمريكي، ولد في 10 مارس 1933 في شيكاغو في الولايات المتحدة، وتوفي في 10 يناير 2014.